# 花さかニャンコ
「花さかニャンコ」（はなさかニャンコ）は、2019年に谷山浩子が発表した楽曲。同年4月から5月にかけてNHK『みんなのうた』で放送され、同年4月2日には配信シングルとしてネット配信された。また同年9月11日には、同楽曲をタイトル曲とした同名のCDアルバムが発売された。本項ではそのアルバムについても記述する。

## 楽曲
歌：谷山浩子。作詞・作曲：谷山浩子、編曲：栗原正己（栗コーダーカルテット）。演奏には栗コーダーカルテットが参加した。
2002年10月～11月に放送された「そっくりハウス」以来、16年半ぶりにNHK『みんなのうた』で放送された。
前回は、2015年2月～3月に放送された、岩男潤子が歌う「ピヨの恩返し」の作詞・作曲を担当した。
2年半後の2021年10月に再放送、テレビではメドレー形式放送の『数え歌』・『うじゅくじゅ?』・『恋なんです』と共に、フルコーラスで放送、番組では曲に対する思い出ナレーションが添えられた。一方ラジオはフルコーラス放送の『数え歌』と共に放送、ナレーションは省かれた。

## アルバム
初回限定盤・通常盤とも、2019年9月11日発売。初回限定盤のみ、特典としてNHK『みんなのうた』で放映されたアニメーションを収録したDVDが付属する。
タイトル曲「花さかニャンコ」のほか、同じく『みんなのうた』で岩男潤子に提供した「ピヨの恩返し」、手嶌葵が歌うスタジオジブリのアニメ映画『コクリコ坂から』の挿入歌「朝ごはんの歌」のセルフカバーを収録。また本アルバム初出の新曲として「ネムルル」を収録した。
制作には栗コーダーカルテットが参加した。全曲オリジナル・カラオケを収録。

### 収録曲
1. 花さかニャンコ
2. 朝ごはんの歌
手嶌葵への提供曲。『コクリコ坂から』挿入歌。
3. ねこねこでんわ
4. ネムルル
本アルバムが初出となる新曲[2]。
5. ピヨの恩返し
岩男潤子への提供曲。NHK『みんなのうた』で放送。
6. 家族の風景
九州電力CMソング[1]。手嶌葵への提供曲。アイルランド民謡（ダウン・バイ・ザ・サリー・ガーデンズ）、作詞：谷山浩子。
7. 花さかニャンコ（オリジナル・カラオケ）
8. 朝ごはんの歌（オリジナル・カラオケ）
9. ねこねこでんわ（オリジナル・カラオケ）
10. ネムルル（オリジナル・カラオケ）
11. ピヨの恩返し（オリジナル・カラオケ）
12. 家族の風景（オリジナル・カラオケ）